# Cascade de Sillans
La cascade de Sillans est une chute d'eau située à Sillans-la-Cascade (Var).

## Description

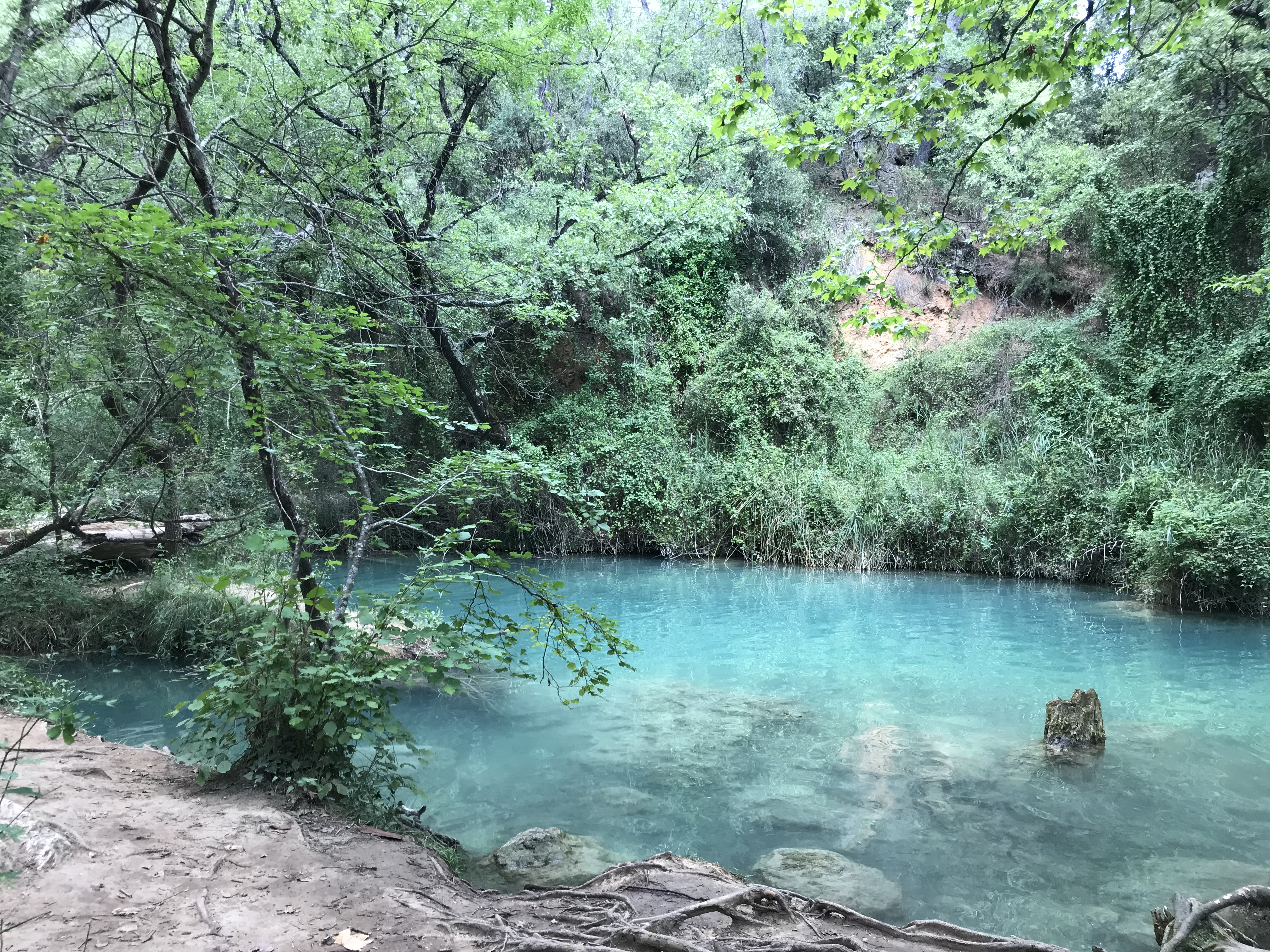
Bas de la cascade de Sillans.

L'eau de la Bresque, un affluent de l'Argens qui prend sa source à proximité, tombe d'une hauteur de 44 mètres dans un bassin. Le site est la propriété du conseil départemental du Var.

## Activités
La cascade de Sillans est le principal attrait touristique de la commune. Cependant, une étude géologique montre la dangerosité du sentier en tuf qui y donne accès. La baignade est interdite dans le bassin de la cascade depuis 2005 et un grillage est installé en janvier 2011 pour en empêcher l'accès.
Après plusieurs mois de travaux, le conseil départemental du Var, propriétaire du site, inaugure en août 2014 un nouveau belvédère offrant une vue panoramique sur la cascade,.